# Robert Edwards
Sir Robert Geoffrey Edwards (27. rujna 1925. – 10. travnja 2013.) bio je engleski fiziolog i pionir reproduktivne medicine, posebice in vitro oplodnjom (IVF).
Zajedno s ginekologom Patrickom Steptoeom, zaslužan je za rođenje Louise Brown, 25. srpnja 1978.g., prve osobe začete "u epruveti".
Rođen je u mjestu Batley (Yorkshire), a srednju školu je završio u Manchesteru. Nakon završene srednje škole služio je u vojsci, da bi učio biologiju na Sveučilištu Bangor. Postdiplomski studije genetike i embriologije završio je na Sveučilištu u Edinburghu. Radio je u SAD-u na Sveučilištu "California Institute of Technology", te Sveučilištu u Glasgowu, da bi 1963. preselio na Sveučilište u Cambridgeu.
Za svoje zasluge u području reproduktivne medicine 2010. dodijeljena mu je Nobelova nagrada za fiziologiju ili medicinu.
Edwards je 1956. oženio Ruth Fowler Edwards (1930-2013), također značajnu znanstvenicu koja se bavila genetikom, a bila je unuka Ernesta Rutherforda i kći astrofizičara Ralpha Fowlera. Par je imao 5 kćeri.

## Vanjske poveznice
- (engl.) Nobelprize.org